# Beth Toussaint
Elizabeth „Beth“ Toussaint (* 25. September 1962) ist eine US-amerikanische Schauspielerin.

## Leben und Karriere
Beth Toussaint gab 1987 ihr Fernsehdebüt, es folgten zahlreiche Auftritte in diversen Fernsehserien. Großen Erfolg hatte sie von 1988 bis 1989 als George Kennedys Tochter Tracey Lawton in der US-Fernsehserie Dallas. Zudem spielte sie 1990 Ishara Yar, die Schwester von Tasha Yar, in der Raumschiff Enterprise: Das nächste Jahrhundert-Episode Die Rettungsoperation. 1996 bis 1997 verkörperte sie die Rolle der Veronica Koslowsky in der Serie Savannah und wurde dadurch ebenfalls einem breiteren Publikum bekannt. 2006 spielte sie in unregelmäßigen Abständen in der Seifenoper Schatten der Leidenschaft die Hope Adams Wilson.
Toussaint ist seit 1996 mit dem Schauspieler Jack Coleman verheiratet, 1999 kam die gemeinsame Tochter zur Welt.

## Filmografie (Auswahl)
- 1987: Berserker
- 1988: Dead Heat
- 1988: Monsters (Fernsehserie, eine Folge)
- 1988–1989: Dallas (Fernsehserie, 17 Folgen)
- 1989: Booker (Fernsehserie, eine Folge)
- 1989: Unser lautes Heim (Growing Pains, Fernsehserie, eine Folge)
- 1990: MacGyver (Fernsehserie, eine Folge)
- 1990: Raumschiff Enterprise: Das nächste Jahrhundert (Star Trek: The Next Generation, Fernsehserie, eine Folge)
- 1990/1992: Matlock (Fernsehserie, zwei Folgen)
- 1991: Tödliche Affären (Blackmail, Fernsehfilm)
- 1991: 21 Jump Street – Tatort Klassenzimmer (21 Jump Street, Fernsehserie, eine Folge)
- 1991: Cheers (Fernsehserie, eine Folge)
- 1992: L.A. Machine (Mann & Machine, Fernsehserie, eine Folge)
- 1992: Lady Boss (Fernsehfilm)
- 1992: Urlaubsflug auf die Insel des Grauens (Danger Island, Fernsehfilm)
- 1992: Melrose Place (Fernsehserie, eine Folge)
- 1993: Der Polizeichef (The Commish, Fernsehserie, eine Folge)
- 1994: Besessene der Macht (Breach of Conduct, Fernsehfilm)
- 1994: Fortune Hunter – Bei Gefahr: Agent Carlton Dial (Fortune Hunter, Fernsehserie, eine Folge)
- 1994: Babylon 5 (Fernsehserie, eine Folge)
- 1994: Shadowchaser 2 (Project Shadowchaser II)
- 1995: Ich töte den Mörder meiner Frau (The Return of Hunter, Fernsehfilm)
- 1996–1997: Savannah (Fernsehserie, 34 Folgen)
- 1997: Tödliches Spiel (Deadly Games, Fernsehserie, eine Folge)
- 1999: Speed Train – Todesfahrt in die Hölle (Hijack)
- 2000: Die Festung II: Die Rückkehr (Fortress 2)
- 2000: Scream 3 (Stimme)
- 2006: Schatten der Leidenschaft (The Young and the Restless, Fernsehserie, neun Folgen)